# Grand Nomenon
Il Grand Nomenon (pron. fr. AFI: [ɡʁɑ̃ nɔmənɔ̃] - 3.488 m s.l.m.) è una montagna del Massiccio del Gran Paradiso nelle Alpi Graie. Si trova in Valle d'Aosta lungo lo spartiacque tra la Valsavarenche e la Val di Cogne a nord della più alta e più importante Grivola.

## Caratteristiche

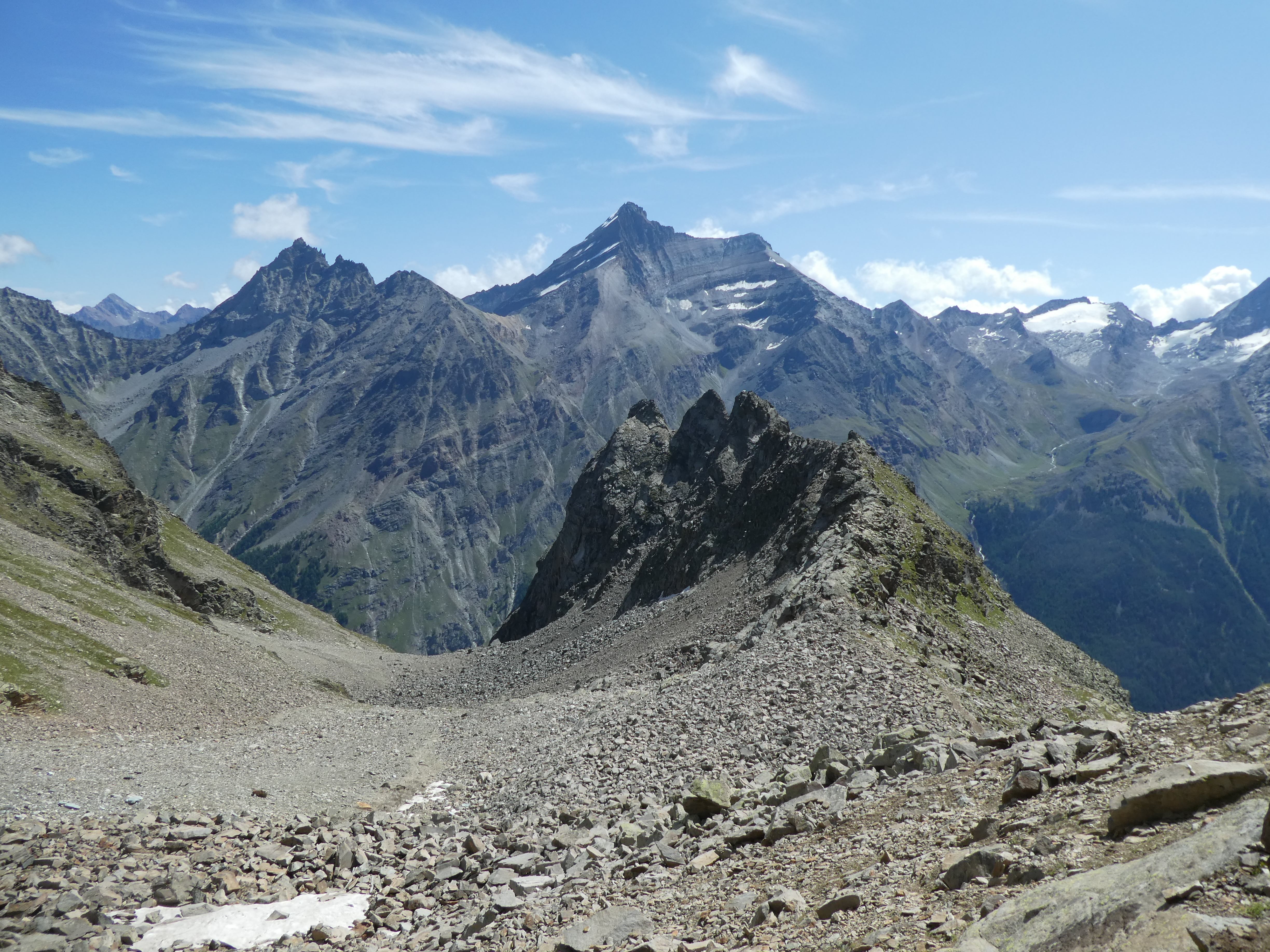
La Grivola al centro ed a sinistra il Grand Nomenon. Visti nei loro versanti est.

Montagna molto slanciata e dalle belle forme anche se un po' oscurata dalla vicina e più alta Grivola.

## Salita alla vetta
La prima salita alla vetta avvenne il 25 giugno 1877 ad opera di F. Montaldo, A. Boggiatto e Antonio Castagneri.
Si può salire sulla vetta partendo da Sylvenoire (1.331 m), frazione di Aymavilles e passando per il Bivacco Mario Gontier e Casotto (2.323 m).